# Jack Reynor
Jack Reynor (Longmont, 23 de enero de 1992) es un actor estadounidense. Es conocido por sus interpretaciones en Midsommar, What Richard Did, Delivery Man y Transformers: la era de la extinción.

## Biografía
Reynor nació en Longmont, Colorado, Estados Unidos pero se mudó a Humphrystown, Condado de Wicklow, Irlanda a la edad de dos años, donde fue criado por su madre, Tara O'Grady y los padres de ésta, Pat y Damien Reynor. Entre 2004 y 2010 asistió a la Belvedere College SJ en Dublín, donde actuó varias producciones teatrales.
Reynor está comprometido con la modelo irlandesa Madeline Mulqueen, con quien mantiene una relación desde 2012.

### Carrera actoral
Reynor debutó en el año 2000 con un personaje en la película Country, dirigida por Kevin Liddy. En 2012 apareció en Dollhouse y protagonizó la acladamada What Richard Did, que le valió ganar un Premio IFTA al Mejor Actor.
En 2013 apareció en Delivery Man, donde interpretó a Josh. Ese mismo año fue elegido para aparecer en Transformers: la era de la extinción, la cuarta entrega de la saga, donde interpreta a Shane Dyson y comparte créditos con Mark Wahlberg y Nicola Peltz. Aparecerá en Macbeth, junto a Michael Fassbender y Marion Cotillard.

## Filmografía
| Cine       | Cine                                 | Cine            | Cine                        |
| Año        | Película                             | Rol             | Notas                       |
| ---------- | ------------------------------------ | --------------- | --------------------------- |
| 2000       | Country                              | Monaguillo      |                             |
| 2012       | Dollhouse                            | Robbie          |                             |
| 2012       | What Richard Did                     | Richard Karlsen |                             |
| 2012       | Stella                               | Michael         | Cortometraje                |
| 2013       | Car Film                             | Martin          | Cortometraje                |
| 2013       | Cold                                 | Rory            |                             |
| 2013       | Delivery Man                         | Josh            |                             |
| 2014       | Transformers: la era de la extinción | Shane Dyson     |                             |
| 2014       | Glassland                            | Josh            |                             |
| 2015       | Macbeth                              | Malcom          |                             |
| 2015       | A Royal Night Out                    | Jack Hodges     |                             |
| 2016       | Sing Street                          | Brendan         |                             |
| 2017       | Detroit                              | Demens          |                             |
| 2017       | Free Fire                            | Harry           |                             |
| 2018       | Mowgli: Legend of the Jungle         | Brother Wolf    |                             |
| 2019       | Midsommar                            | Christian       |                             |
| 2021       | Cherry                               | "Pills & coke"  |                             |
| 2023       | Flora and Son                        | Ian             |                             |
| Televisión |                                      |                 |                             |
| Año        | Título                               | Rol             | Notas                       |
| 2010       | Three Wise Women                     | Colin           | Película para televisión    |
| 2012       | Chasing Leprechauns                  | Tommy Riley     | Película para televisión    |
| 2017       | Electric Dreams                      | Brian Norton    | Ep: "Impossible Planet"     |
| 2022       | The Peripheal                        | Burton Fisher   | Serie de Amazon Prime Video |
| 2024       | La Pareja Perfecta                   | Thomas Winbury  | Serie de Netflix            |

## Premios y nominaciones
| Año  | Premio                      | Categoría                               | Trabajo nominado | Resultado |
| ---- | --------------------------- | --------------------------------------- | ---------------- | --------- |
| 2013 | Critics' Circle Film Awards | Intérprete británico joven del año      | What Richard Did | Nominado  |
| 2013 | IFTA Awards                 | Mejor actor protagónico en una película | What Richard Did | Ganador   |
| 2013 | IFTA Awards                 | Estrella revelación                     | What Richard Did | Nominado  |